# Magnetism

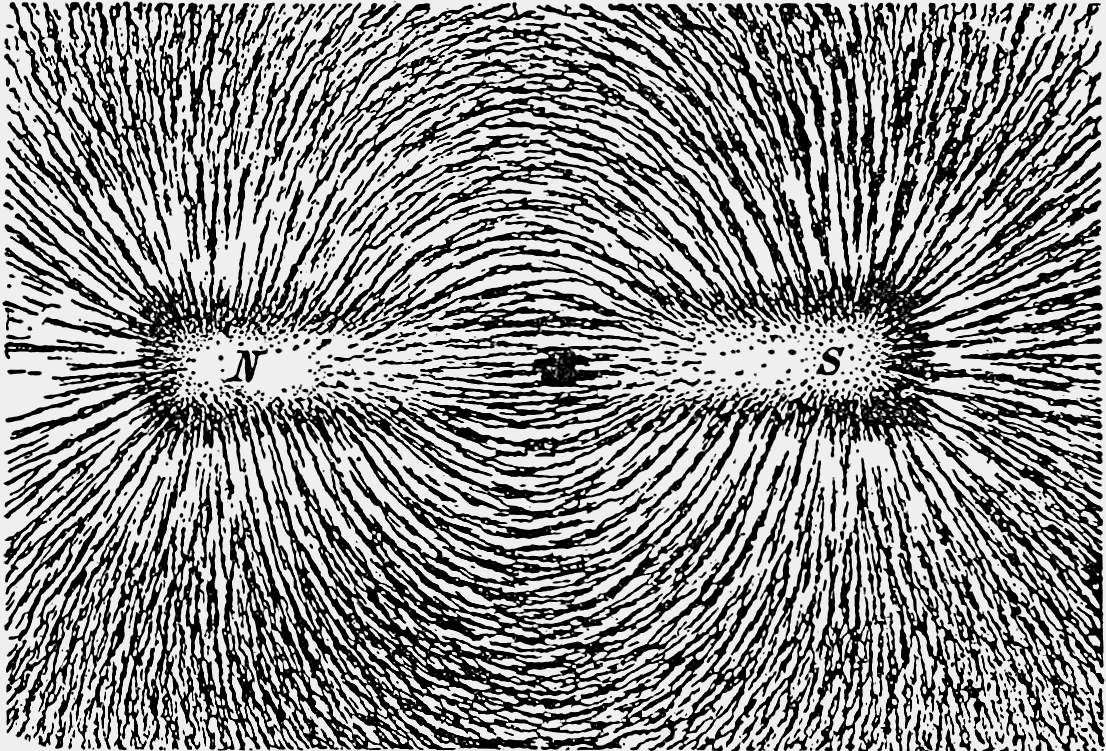
Magnetfält kring en stavformig magnet, synliggjord genom järnfilspån

Magnetism är ett fysikaliskt fenomen genom vilket ett material utövar attraktiva eller repulsiva krafter på andra material. Det finns ett antal välkända material som har lätt påvisbara magnetiska egenskaper, såsom kobolt, järn och nickel vilka alla är ferromagnetiska. Dock påverkas i större eller mindre grad alla material av magnetfält. Magnetismen kan ytterst härledas till elektriska laddningar i rörelse. Ordet magnetism kommer från Magnesia i Turkiet där man hittade de första magnetiska materialen.

## Orsaker till magnetism
Ett magnetfält uppstår kring elektriska laddningar i relativ rörelse, vilket innebär en ömsesidig kraftverkan mellan laddningarna. Magnetism beskrivs fullständigt av Maxwells elektromagnetiska ekvationer ur vilka magnetfältet bestäms med hjälp av Biot-Savarts lag. 
Magnetiska krafter kan förklaras som en relativistisk effekt i samverkan med elektrostatiska krafter. Vid hastigheter i synnerhet nära ljusets hastighet, uppstår en längdkontraktion, vilket innebär att längden av mötande objekt reduceras i färdriktningen enligt mätningar gjorda från respektive objekt.
Antag två parallella elektriska ledningar, A och B, placerade nära varandra, där respektive strömmar passerar i motsatta riktningar. I ledaren A:s referenssystem kommer den andra ledaren att ha fler ledningselektroner per längdenhet än protoner på grund av att i A:s referenssystem kommer ledningselektronerna i ledare B att röra sig med en högre hastighet än protonerna (det vill säga de i B:s referenssystem stationära positiva laddningarna). Motsvarande förhållanden gäller för ledning B. Då de båda ledningarna därmed uppfattar varandra som negativt laddade kommer de att repelleras. 
Det är tillräckligt med ett relativt litet överskott av elektroner för att ge en mätbar kraft. Elektronerna behöver inte nå upp till vad som kallas "relativistiska hastigheter”.

## Magnetism i material
Vissa elementarpartiklar har ett magnetiskt moment, även kallat spinn. Det magnetiska momentet kan ha olika storlek och två olika riktningar, till exempel kan elektronen ha två olika spinn som brukar betecknas med +1/2 och -1/2. I en atom har både partiklarna i atomkärnan och de omgivande elektronerna spinn; de många bidragen till spinnet tar ofta ut varandra men kan även summeras så att atomen kan anses ha ett visst värde på spinn och därmed vissa magnetiska egenskaper.
I molekyler och sammansatta material påverkar atomerna varandra och kopplingen mellan spinnen i de olika atomerna kan ge upphov till olika magnetiska egenskaper. Detta gör att material kan magnetiseras på olika sätt och att vissa material kan uppträda som permanentmagneter.
Normalt sett ger ett magnetfält H, upphov till en magnetisk flödestäthet B:
{\displaystyle \mathbf {B} \ =\ \mu _{0}\mathbf {H} \ } (i vakuum eller icke magnetiska material)
När vissa material utsätts för ett magnetiskt fält H, kommer de att bli magnetiserade. Generellt beskrivs magnetfältet i ett magnetiskt material som
{\displaystyle \mathbf {B} \ =\ \mu _{0}(\mathbf {H} +\mathbf {M} )}
Magnetiseringen M kan vara proportionell mot magnetfältet och proportionalitetskonstanten benämns den magnetiska susceptibiliteten, χ. Om och endast om, magnetiseringen i materialet är en linjär funktion av magnetfältet H, gäller sambanden 
{\displaystyle \mu _{0}(\mathbf {H} +\mathbf {M} )\ =\ \mu _{0}(1+\chi )\mathbf {H} \ =\ \mu _{r}\mu _{0}\mathbf {H} \ =\ \mu \mathbf {H} \ }
där μ0M kallas magnetisk polarisation. Sambanden beror av den aktuella typen av magnetiskt material (se nedan). 
I ett magnetiserat material kan den magnetiska flödestätheten antingen förstärkas eller försvagas. Ett material med en positiv magnetisk susceptibilitet förstärker B-fältet och omvänt för material med negativ magnetisk susceptibilitet.
När ett yttre magnetfält avlägsnas från ett magnetiskt material kan materialet reagera på två sätt. Det kan förbli i sitt magnetiserade tillstånd (permanentmagnet) eller återgå till det magnetiska tillstånd som föregick det pålagda magnetfältet. Det kvarvarande magnetfältets storlek benämns remanens.

## Magnetiska material
Magnetiska material kan klassificeras på flera sätt och i flera nivåer. Magnetiska material kan indelas i linjära och icke-linjära. De magnetiskt linjära materialen uppdelas i sin tur i diamagnetiska och paramagnetiska, beroende på om den magnetiska susceptibiliteten är mindre än eller större än noll. Material som är magnetiskt icke-linjära klassificeras som ferromagnetiska, anti-ferromagnetiska eller ferrimagnetiska. 
De kan också delas in i de material som endast är magnetiska i ett yttre magnetfält och de material som är permanent magnetiska (ferromagnetiska eller ferrimagnetiska) material. Huvudtyperna av de ej permanentmagnetiska materialen är de diamagnetiska (som motverkar ett pålagt magnetfält) och de paramagnetiska (som förstärker det).
De magnetiska egenskaperna bestäms av hur de magnetiska momenten är riktade och dess nettoeffekter bestäms av kristallstrukturen; det är dock kvantmekaniska effekter som ytterst ger upphov till ett materials magnetisering.  
En ferromagnet är uppbyggd av flera domäner med likriktad magnetisering (magnetiska moment), men som är orienterade i olika riktningar. Om domänerna kan ges samma riktning, har materialet nått sin fullständiga magnetisering (det är magnetiskt mättat). Anti-ferromagneter är uppbyggda på liknande sätt men där är de magnetiska momenten orienterade anti-parallellt. Ferrimagneter påminner om anti-ferromagneter, men de magnetiska momenten i en riktning är svagare än i den motsatta riktningen, vilket ger ett överskott av magnetiskt moment.
Diamagnetiska material har en negativ magnetisk susceptibilitet.
Paramagnetiska material har en positiv magnetisk susceptibilitet.
Ferromagnetiska material har en positiv mycket hög (>>0) magnetisk susceptibilitet.

## Ordningstemperatur
Ett magnetiskt ordnat material, till exempel ferromagnetiskt eller antiferromagnetiskt övergår till ett oordnat, paramagnetiskt tillstånd vid en viss temperatur. För ferro- och ferrimagnetiska material kallas detta Curietemperature (Tc) och för antiferromagnetiska material för Néeltemperature (TN).